# Фредборг, Нильс
Нильс Фредборг (дат. Niels Fredborg; род. 26 октября 1946, в коммуне Оддер, Дания) — датский трековый велогонщик. Олимпийский чемпион на треке в гите  на 1 км на летних Олимпийских играх 1972 года в Мюнхене. Трехкратный чемпион мира в гите на 1000 м среди любителей (1967, 1968, 1970).

## Достижения
1967
1-й  Чемпион мира — Индивидуальная гонка с раздельным стартом 1000 метров (любители)
1968
1-й  Чемпион мира — Гит на 1000 м (любители)
2-й  Летние Олимпийские игры — Гит 1000 м
2-й  Чемпионат мира — Спринт (любители)
1970
1-й  Чемпион мира — Гит на 1000 м (любители)
1972
1-й  Летние Олимпийские игры — Гит с места, 1 км
1976
3-й  Летние Олимпийские игры — Гит с места, 1 км
1980
3-й  Чемпионат мира — Кейрин (профессионалы)